# Lieux privatifs de liberté en France
En France, l'expression « lieux privatifs de liberté » ou « lieux de privation de liberté » désigne un ensemble de lieux où des personnes peuvent être privées de leur liberté d'aller et venir par décision judiciaire, administrative ou médicale. Il n'en existe aucune définition ni liste officielle.

## Liste de lieux privatifs de liberté
Faute de liste officielle, le Contrôleur général des lieux de privation de liberté (CGLPL) a dressé une liste non-exhaustive des catégories de lieux privatifs de liberté qui correspondent à son champ de compétence. Il s'agit notamment :
- des établissements pénitentiaires (maisons d'arrêt, centres de détention, maisons centrales, centres pénitentiaires, centres de semi-liberté, centres pour peines aménagées et établissements pénitentiaires pour mineurs) gérés par l'administration pénitentiaire, auxquels s'ajoutent les unités hospitalières sécurisées interrégionales (UHSI) et les unités hospitalières spécialement aménagées (UHSA)  ;
- des établissements de santé, en particulier ceux recevant des personnes hospitalisées sans leur consentement en secteur psychiatrique, les chambres sécurisées, les unités pour malades difficiles et les unités médico-judiciaires ;
- des locaux de garde à vue, gérés par la police nationale ou la gendarmerie nationale ;
- des locaux de rétention douanière, gérés par les douanes ;
- des locaux d'arrêt des armées ;
- des locaux et centres de rétention administrative, gérés par la police nationale ou la gendarmerie nationale ;
- des zones d'attente des ports, aéroports et gares ;
- des dépôts et geôles situés au sein des palais de justice ;
- des centres éducatifs fermés gérés par la protection judiciaire de la jeunesse ;
- de tout véhicule servant au déplacement des personnes privées de liberté.

## Statistiques
On dénombre environ 5 500 lieux privatifs de liberté parmi lesquels :
- 190 prisons : dont 116 maisons d'arrêt, 60 établissements pour peine, 13 centres de semi-liberté ;
- Plus de 4 000 locaux de garde à vue, dont 3 600 relèvent de la gendarmerie et 419 de la police nationale ;
- 28 centres éducatifs fermés ;
- une centaine de zones d'attente des ports, aéroports et gares, dont une dizaine ont une activité régulière ;
- une centaine de locaux de rétention administrative ;
- 25 centres de rétention administrative, dont 20 gérés par la police nationale, 5 par la gendarmerie ;
- 138 locaux d'arrêt des armées ;
- plus d'un millier de secteurs psychiatriques des centres hospitaliers (CH) - voir Hospitalisation sans consentement en France.